# Mario Varglien
Mario Varglien, connu sous le surnom Varglien I, (né le 26 décembre 1905 à Fiume, l'actuelle ville de Rijeka, en Croatie et mort le 11 août 1978 est un joueur international et un entraîneur  de football italien.
Il a un frère, Giovanni Varglien (surnommé Varglien II pour le différencier de Mario, appelé Varglien I) qui fut entraîneur de Palerme et sélectionneur national de la Turquie.

## Biographie

### Joueur

#### En club
Il fut tout d'abord un athlète, qui se distingua dans diverses disciplines, comme la natation synchronisée, la danse classique, le 100 mètres, 200 mètres, 400 mètres et le Triple saut.
Il joua à l’US Fiumana, puis au Pro Patria Calcio, avant d'ensuite à la Juventus (disputant au total 402 matchs en 14 années passées au club, jouant son premier match avec les bianconeri le 30 septembre 1928 lors d'un nul 2-2 contre la Reggina) et pour finir à l’US Triestina. 
En 1938, il succède à Luis Monti au poste de capitaine (devenant le 4e capitaine de l'histoire du club). Le 19 novembre 1939 (lors d'une défaite en Serie A 4-0 contre la Lazio), il dépasse Gianpiero Combi et ses 369 matchs en bianconero et devient alors le joueur le plus capé de l'histoire du club (avant d'être à son tour dépassé par son frère cadet Giovanni un peu moins de huit ans plus tard).
Varglien I fut le premier joueur bianconero à dépasser la barre des 400 matchs disputés avec le club turinois (lors d'un succès 2-0 disputé le 18 janvier 1942 contre Modène).
Il gagne la Serie A en 1930-31, 1931-32, 1932-33, 1933-34 et 1934-35 (période dorée de 5 scudetti consécutifs appelée le « Quinquennio d'oro »), fut vice-champion en 1938, et remporta la coupe d’Italie en 1938 et en 1942, tout cela avec la Juve. 
Avec les autres clubs, il fut vice-champion de Serie B en 1927 avec Pro Patria.

#### En sélection
Il fait partie de l’équipe d’Italie championne du monde 1934, sans jouer un match.
En tant que milieu défensif, Mario Varglien fut international italien qu’une fois, contre la France, en amical, le 17 février 1935 à Rome, match qui se solda par une victoire italienne (2-1).

### Entraîneur
En tant qu’entraîneur de l'US Triestina, de Côme Calcio et de l’AS Rome, il ne remporta qu'une Serie B en 1949.

## Palmarès

### Joueur
| \| Fiumana - Serie B : - Vice-champion : 1926-27. \| \| Juventus - Championnat d'Italie (5) : - Champion : 1930-31, 1931-32, 1932-33, 1933-34 et 1934-35. - Vice-champion : 1937-38, 1945-46 et 1946-47. - Coupe d'Italie (2) : - Vainqueur : 1937-38 et 1941-42. \| |  | Italie - Coupe du monde (1) : - Vainqueur : 1934. |
| Fiumana - Serie B : - Vice-champion : 1926-27. |  | Juventus - Championnat d'Italie (5) : - Champion : 1930-31, 1931-32, 1932-33, 1933-34 et 1934-35. - Vice-champion : 1937-38, 1945-46 et 1946-47. - Coupe d'Italie (2) : - Vainqueur : 1937-38 et 1941-42. |

### Entraîneur
Côme
- Serie B (1) :
  - Champion : 1948-49.